# Stade Amary-Daou
 (mars 2025).
Le stade Amary-Daou a été construit à Ségou au Mali en janvier 2002, pour l’organisation de la Coupe d'Afrique des nations de football 2002. Il a une capacité de 12 à 15 000 places.
Il porte le nom de l'ancien président l'AS Biton de Ségou Amary Daou, décédé en 1997. Il comprend une arène gazonnée et éclairée et d’une piste en latérite de 5 couloirs.